# Bundesautobahn 250
La Bundesautobahn 250 (ou BAB 250, A250 ou Autobahn 250) était une autoroute passant par le nord-est de la Basse-Saxe entre la Bundesautobahn 7 au sud de Hambourg et Lunebourg. Elle mesurait 28 kilomètres. À partir du 3 novembre 2010 l'ancienne A250 est la section septentrionale de la Bundesautobahn 39 qui va relier Wolfsbourg et Hambourg. Cela va faciliter le transport des produits industriels de la région de Salzgitter/Brunswick/Wolfsbourg à la région portuaire de Hambourg et désencombrer la A7 entre Hanovre et Hambourg.